# 上八里镇
上八里镇，是中华人民共和国河南省新乡市辉县市下辖的一个乡镇级行政单位。

## 行政区划
上八里镇下辖以下地区：
上八里村、中八里村、下八里村、郎岸村、白古潭村、石门店村、马头口村、闫庄村、何庄村、鸭口村、杨树庄村、西坡村、关山村、松树坪村、回龙村、和寺庵村和杨和寺村。